# Бородінськ (Ташлинський район)
Бороді́нськ (рос. Бородинск) — село у складі Ташлинського району Оренбурзької області, Росія.

## Населення
Населення — 575 осіб (2010; 693 у 2002).
Національний склад (станом на 2002 рік):
- росіяни — 88 %